# Cartignano
Cartignano (en français, Cartignan) est une commune italienne de la province de Coni dans la région Piémont en Italie.

## Histoire
En 1600 lors de la guerre franco-savoyarde, Cartignan, fut prise par les troupes françaises.

## Administration
| Période                                  | Période | Identité | Étiquette | Qualité |
| ---------------------------------------- | ------- | -------- | --------- | ------- |
|                                          |         |          |           |         |
| Les données manquantes sont à compléter. |         |          |           |         |

### Hameaux
Paschero, Ponte, Mittante, Sperone, Galliana, Chiabriera, Pradelmezzo, Cogno, Biancera

### Communes limitrophes
Dronero, Melle (Italie), Roccabruna, San Damiano Macra